# 54 Polowe Warsztaty Lotnicze
54 Polowe Warsztaty Lotnicze – jednostka logistyczna Wojsk Lotniczych i Obrony Powietrznej.

## Odznaka pamiątkowa
Odznakę stanowi tarcza herbowa o wymiarach 31x26 mm z żółtym otokiem w części górnej i żółto-białym w części dolnej. U góry odznaki, na białym tle – fragment szachownicy lotniczej; centrum odznaki wypełnia stylizowany rysunek brązowej sowy z jednym okiem otwartym, a drugim zamkniętym. Na jej piersi tarcza z herbem Radomia.
Odznakę zaprojektował Bolesław Ruryna, a wykonana została w pracowni ELEKTRO w Poznaniu.